# 玻恩陨石坑
玻恩陨石坑(Born)是月球正面东部边缘上的一座小撞击坑，其名称取自德裔英籍犹太理论物理学家和数学家、量子力学创始人之一的马克斯·玻恩(1882年-1970年)，1979年被国际天文联合会正式批准接受。

## 描述

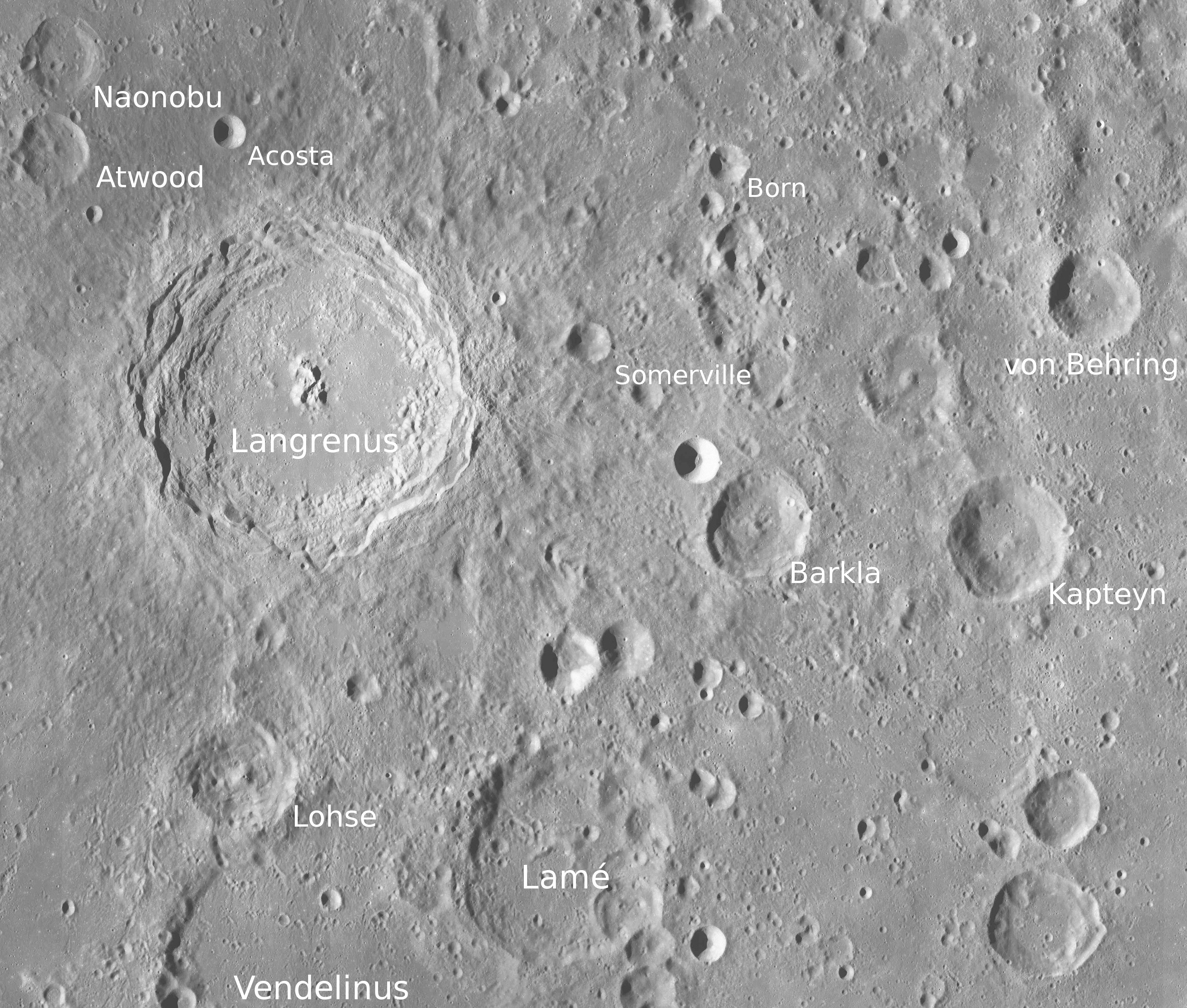
玻恩陨石坑的周边，月球勘测轨道器拍摄

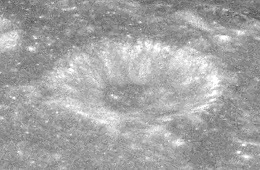
阿波罗8号拍摄的玻恩陨石坑斜视图

该陨坑位于阿科斯塔环形山的东侧；西北毗邻小陨坑莫利和哈格里夫斯；麦克劳林环形山坐落在它的北面；东南则是卡普坦陨石坑；玻恩陨石坑的南面靠近巴克拉陨石坑，而它的西南则分别坐落着萨默维尔陨石坑和巨大的朗伦环形山。
该陨坑的中心月面坐标为6°03′S 66°50′E / 6.05°S 66.83°E，直径15.07公里，深度2.425公里。
玻恩陨石坑是一座圆杯状的撞击坑，坑壁平均高出周边地形520米，从坑底中心点到东北侧内壁坡斑杂交替着明、暗反照率的斑块和条纹，其它方面没有明显的特点。
玻恩陨石坑已被月球及行星观测者协会(ALPO)列入《内侧壁坡带有暗黑辐射纹的撞击坑列表》 。
在1979年被国际天文联合会正式更名前，它曾被称为卫星坑"麦克劳林 Y"。

## 另请参阅
- Andersson, L. E.; Whitaker, E. A. . NASA RP-1097. 1982.
- Blue, Jennifer. . USGS. July 25, 2007  [2007-08-05]. （原始内容存档于2015-05-26）.
- Bussey, B.; Spudis, P. . New York: Cambridge University Press. 2004. ISBN 978-0-521-81528-4.
- Cocks, Elijah E.; Cocks, Josiah C. . Tudor Publishers. 1995. ISBN 978-0-936389-27-1.
- McDowell, Jonathan. . Jonathan's Space Report. July 15, 2007  [2007-10-24]. （原始内容存档于2015-01-12）.
- Menzel, D. H.; Minnaert, M.; Levin, B.; Dollfus, A.; Bell, B. . Space Science Reviews. 1971, 12 (2): 136–186. Bibcode:1971SSRv...12..136M. doi:10.1007/BF00171763.
- Moore, Patrick. . Sterling Publishing Co. 2001. ISBN 978-0-304-35469-6.
- Price, Fred W. . Cambridge University Press. 1988. ISBN 978-0-521-33500-3.
- Rükl, Antonín. . Kalmbach Books. 1990. ISBN 978-0-913135-17-4.
- Webb, Rev. T. W.  6th revised. Dover. 1962. ISBN 978-0-486-20917-3.
- Whitaker, Ewen A. . Cambridge University Press. 1999. ISBN 978-0-521-62248-6.
- Wlasuk, Peter T. . Springer. 2000. ISBN 978-1-85233-193-1.